# Під прикриттям (Доктор Хаус)
«Під прикриттям» (англ. The Down Low)  — десята серія шостого сезону американського телесеріалу «Доктор Хаус». Прем'єра епізоду проходила на каналі FOX 11 січня 2010. Доктор Хаус і його нова команда мають врятувати полісмена під підкриттям, який вважає, що навіть смерть не заважить йому закінчити справу.

## Сюжет
Під час з'ясування стосунків між бандитами, 32-річний Міккі непритомніє від пострілу. В лікарні Хаус розуміє, що у нього розвинулось запаморочення від гучних звуків. Форман думає, що у чоловіка вестибулярна нейромія. Хаус наказує перевірити вуха пацієнта, а він сам вирішує перевірити наркотики, які продає пацієнт. Під час перевірки у Міккі виникають судоми, а команда встигає зрозуміти, що його вуха здорові. Тринадцята вважає, що у пацієнта каратитний стеноз. Хаус наказує зробити ультразвук каратидів, проте вони виявляються в нормі.
Чоловік каже, у нього є термінові справи і він хоче негайно виписатись. Команда виписує його. Чейз і Тринадцята слідкують за тим, куди він поїде, щоб перевірити те місце, оскільки Хаус вважає, що причиною погіршення стану стали токсини. Тринадцята перевищує швидкість і її авто конфісковує поліція. Невдовзі друг Міккі знову привозить його до лікарні, оскільки у чоловіка підвищилась температура і він почав марити. Тепер Хаус думає, що у пацієнта інфекція і наказує зробити люмбарну пункцію. Під час пункції Чейз помічає, що у пацієнта нормальний тиск, хоча він має понизитись. Міккі каже, що останнім часом у нього почали виникати стреси, тому він приймав деякі пігулки. Хаус думає, що у чоловіка ферохромоцитома і наказує зробити МРТ надниркових залоз. Але МРТ виявляється чистим, а Хаус здогадується, що пацієнт - коп під підкриттям. Невдовзі у Міккі виникає некроз кишкового тракту зумовлений тромбом.
Тринадцята вмовляє Едді, друга Міккі, відвезти її на склад, де вони тримають наркотики і де Міккі проводив найбільше часу. Згодом у пацієнта виникає легенева кровотеча і, за допомогою МРТ, команда розуміє, що у нього мікотичні пухлини, що вказує на грибкову інфекцію. Лікування не допомагає, а Хаус з часом розуміє, що у пацієнта синдром Х'юза Стовіна. Хвороба невиліковна, тому невдовзі організм здається і Міккі помирає.

## Цікавинки
- Хаус і Вілсон переїжджають до нової квартири. Їхня сусідка Нора вважає, що вони геї. Вілсон переконує її, що це не так, а Хаус запевняє її, що кохає Вілсона.
- Команда вирішує розіграти Формана і каже йому, що у них зарплата більша за його.